# Фондација архитекта Александар Радовић
Фондација архитекта Александар Радовић је непрофитабилна невладина организација основана 2016. године од стране Завода за заштиту споменика културе Ниш, у знак признања за животно дело нишког архитекте Александра Радовића чији га животни опус, стваралаштво и деловањо, сврстава у групу најзначајнијих, најутицајнијих и најплодоноснијих конзерватора Србије - свих времена.

## Оснивање и циљеви
Уз сагласност чланова породице покојног архитекте Александра Радовић, Љиљане и Бранка, 2. фебруара  2016. године ова фондација је основана у Нишу,  на неодређено време, као недобитна, невладина организација, на предлог Завода за заштиту споменика културе Ниш.
Фондација је прву пут званично представљена у оквиру свечане академије у Дому војске у Нишу, поводом обележавања јубилеја Завод - ”50 година рада”.
Циљеви Фондације су, да:
- трајно чува успомену на лик и дело архитекте Александра Радовића; да допринесе значају и јачању области заштите непокретних културних добара у Србији;
- пружи подршку младим стручњацима у овој области;
- промовише и популаризује питања везана за очување културног наслеђа; да информише стручну, али и

ширу јавност о најновијимдостигнућима у овој области; 
- допринесе повезивању стручњака из земље, региона и света.

## Признање фондације
Фондација је установила Признање „Архитекта Александар Радовић“, које ће се додељивати једном годишње, младим стручњацима – архитектама, из области заштите непокретних културних добара, за изузетан допринос у овој области.
Признање се састоји од копије фреске из цркве манастира Светог Јована Богослова (Поганово) у коме је архитекта Александар Радовић започео своју каријеру, као млади конзерватор, 1970-тих године, у техничкој оловци, која је била његов заштитни знак и коју је увек имао при себи, као и сертификат.
Копију фреске, која је уједно и заштитни знак Фондације, сваке године израђује за лауреате, Бранко Радовић, сликар-конзерватор и син архитекте Александра Радовића.

## Биографија Александра Радовића
Александар Радовић (1943-2015) је био угледни нишки архитекта и конзерватор. Од 1976. до 2004.године налазио се на месту директора, а у периоду 2004-2008 на месту заменика директора
Завода за заштиту споменика културе Ниш. Пензионисао се у јануару 2009. године, али је наставио сарадњу са својом матичном кућом.